# Asprenas spiniventris
Asprenas spiniventris är en insektsart som först beskrevs av Sharp 1898.  Asprenas spiniventris ingår i släktet Asprenas och familjen Phasmatidae. Inga underarter finns listade.